# Joshua Waitzkin
Joshua Waitzkin, né le 4 décembre 1976 à New York, est un joueur d'échecs américain, champion en arts martiaux et l'auteur de plusieurs ouvrages sur les échecs. Pendant son enfance, il fut reconnu comme un jeune prodige des échecs. Il remporta le championnat junior des États-Unis en 1993 et 1994 et obtint le titre de maître international en 1993.

## Biographie
Il commence à jouer à l'âge de six ans, ayant découvert le jeu d'échecs lors de ses promenades au Washington Square Park de New York. Alors qu'il y jouait des blitz, il fut découvert par Bruce Pandolfini qui le prit sous son aile. Pendant cette période il était élève à l'école Dalton School de New York. Il permit à son école de remporter six championnats nationaux en équipe en plus de ses huit titres individuels.
À l'âge de dix ans, Josh Waitzkin remporte sa première partie contre le grand maître Edward Frumkin, grâce à un remarquable sacrifice de dame en échange d'un mat en six coups.
À 11 ans, Josh et le prodige K. K. Karanja (en) sont les deux seuls enfants à faire match nul contre le champion du monde Garry Kasparov lors d'un match exhibition.  Deux ans plus tard, il décroche le titre de maître national et à 16 ans il devient maître international.
En janvier 2004 son classement Elo FIDE est de 2464, bien qu'il n'ait pas joué depuis 2001. Son dernier match classé USCF date de 1999. Cette inactivité est due à son investissement dans les arts martiaux, et plus particulièrement le tai-chi-chuan, pour lequel il remporte quatre tournois.
Il reste populaire grâce au film À la recherche de Bobby Fischer réalisé par Steven Zaillian et sorti en 1993. Le script du film est basé sur le livre écrit par son père, Fred Waitzkin : À la recherche de Bobby Fischer : Le père d'un prodige observe le monde des échecs.
Waitzkin annonce la création de la fondation JW le 8 avril 2008. Cette fondation a pour mission le soutien des professeurs, des parents et des institutions destinées aux enfants surdoués.
Joshua Waitzkin a écrit le livre Attacking Chess:  Aggressive Strategies, Inside Moves from the U.S. Junior Chess Champion (1995) et The Art of Learning: An Inner Journey to Optimal Performance (2008). Il prête aussi sa voix à la série de jeux Chessmaster.
Dans un livre sorti en 2007, The Art of Learning, Waitzkin raconte ses jeunes années de compétiteur de son propre point de vue. Il décrit comment la célébrité a nui à sa passion pour le jeu et qu'il s'est tourné vers le tai-chi-chuan comme méthode de relaxation. Il a ensuite étudié la philosophie et la psychologie de l'apprentissage. 
En décembre 2011, il reçoit des mains du maître Marcelo Garcia sa ceinture noire de jiu-jitsu brésilien .
Waitzkin est engagé dans la lutte contre la myopathie de Duchenne, car bien qu'il ne soit pas atteint de cette maladie, un ami proche en souffre.